# Bagniewo (województwo lubuskie)
Bagniewo – wieś w Polsce położona w województwie lubuskim, w powiecie strzelecko-drezdeneckim, w gminie Drezdenko.
W latach 1975–1998 miejscowość administracyjnie należała do województwa gorzowskiego.
Według danych z 2011 roku miejscowość zamieszkiwało 69 osób.